# Heinrich Schultz (Kulturfunktionär)
Heinrich Schultz (russisch Генрих Леович Шульц, Genrich Leowitsch Schulz; * 23. September 1924 in Valga; † 1. Oktober 2012 in Tallinn) war ein sowjet-estnischer Kulturfunktionär.

## Frühe Jahre
Heinrich Schultz wurde während der Zwischenkriegszeit in eine deutsch-russische Familie geboren. Sein deutschbaltischer Vater war Waldbetriebsleiter, die Mutter Russin.
Während des Zweiten Weltkriegs diente Schultz als Schreiber in einer estnischen Einheit der Roten Armee. Für seine Verdienste im Krieg wurde er mehrmals ausgezeichnet: 1944 erhielt er den Ruhmesorden (3. Klasse), 1985 den Orden des Vaterländischen Krieges (2. Klasse).
Von 1961 bis 1967 war Schultz Kulturdezernent der estnischen Hauptstadt Tallinn (offiziell Leiter der Kulturabteilung des Exekutivkomitees des Tallinner Rats der Arbeiterdeputierten). Schultz organisierte Kulturveranstaltungen sowie die damals beliebten Tanzturniere.

## Tallinn Jazz '67
Als Jazz-Freund stand Schultz hinter der Organisation des Jazz Festival in Tallinn im Mai 1967. Die Veranstaltung in der Kalevi spordihall erregte innerhalb der Sowjetunion sowie international großes Aufsehen.
Schultz gelang es, als Hauptkünstler Charles Lloyd und sein Quartett aus den USA nach Tallinn einzuladen. Daneben waren Musiker aus mehreren Sowjetrepubliken, Polen (Quartett von Zbigniew Namysłowski), Finnland (Erik Lindström) und Schweden (Arne Domnérus Sextett mit Jan Johansson am Klavier) zu hören. 1970 produzierte Atlantic Records unter dem Titel Charles Lloyd in the Soviet Union eine LP des Konzerts.
Die sowjetischen Behörden hatten zwar das Konzert erlaubt, beäugten es aber mit Misstrauen. Der Jazz galt als westliche, amerikanische Musik. Das Zusammentreffen berühmter Jazz-Musiker aus Ost und West werteten sie als politisch heikel. Zahlreiche westliche Journalisten waren nach Tallinn gereist.
Die Behörden waren in Zeiten der Krisen in Vietnam und Nahost insbesondere besorgt über den großen Publikums-Zuspruch zum US-Amerikaner Charles Lloyd während des Konzerts am 14. Mai 1967. Die Offiziellen deckten während des Schlussapplauses das Schlagzeug ab, um Zugaben zu verhindern, und unterbrachen für eine halbe Stunde das Festival. Der KGB hegte die Befürchtung, dass sich Widerstandsgedanken gegen die kommunistische Ideologie um die Jazz-Szene gruppierten.
Nach dem großen und vom offiziellen Moskau unerwünschten Erfolg von Tallinn Jazz '67 verboten die sowjetischen Behörden für die kommenden Jahre Jazzfestivals. Das in Tallinn für den September 1968 bereits geplante Festival durfte nicht mehr stattfinden. Der Einmarsch der Warschauer-Pakt-Staaten in die Tschechoslowakei beendete dann endgültig die Auftritte westlicher Jazz-Größen in der Sowjetunion.
Heinrich Schultz wurde als Hauptverantwortlicher von Tallinn Jazz '67 von seinem Posten entlassen und zu einem einfachen Beamten degradiert. Schultz, der als Sündenbock galt, zog sich dann weitgehend aus der Öffentlichkeit zurück.
Unmittelbar nach Wiedererlangung der estnischen Unabhängigkeit 1991 schrieben estnische Journalisten Heinrich Schultz einen wesentlichen Beitrag zum Brückenschlag zwischen Ost und West während des Kalten Krieges oder sogar zum Zusammenbruch der Sowjetunion zu. Er liegt auf dem Tallinner Waldfriedhof begraben.